# Manny Siaca
Manny Siaca (* 21. November 1975 in Toa Baja, Puerto Rico) ist ein ehemaliger puerto-ricanischer Boxer im Supermittelgewicht.
Mit einem Sieg durch geteilte Punktrichterentscheidung über den Australier Anthony Mundine wurde Siaca am 5. Mai 2004 Weltmeister der WBA. Allerdings verlor er diesen Titel bereits in seiner ersten Titelverteidigung im November desselben Jahres an den Dänen Mikkel Kessler durch Aufgabe in der 7. Runde.